# Publio Marzio Sergio Saturnino
Publio Marzio Sergio Saturnino (latino: Publius Martius Sergius Saturninus; fl. 180-198) è stato un politico romano di età imperiale.
Figlio di Publio Marzio Vero, console del 179, nel 180 fu cooptato nel collegio dei Salii Palatini, da cui uscì dopo il 191, forse appena l'anno precedente al consolato, che tenne nel 198.